# Baldone
Baldone (tyska: Baldohn) är en stad i centrala Lettland. Den hade 2 178 invånare år 2008. Sedan slutet av 1700-talet är Baldone känt som kurort.